# Funkhaus Nalepastraße
Das Funkhaus Nalepastraße ist ein zum Teil denkmalgeschützter Gebäudekomplex im Berliner Bezirk Treptow-Köpenick, Ortsteil Oberschöneweide. Von 1956 bis 1990 hatte der Rundfunk der DDR hier seinen Sitz. Seit dessen Abwicklung heißt der Komplex Funkhaus Berlin.

## Geschichte

### Rundfunk in Berlin nach 1945
Der Sitz der deutschen Hörfunk-Programme in Berlin im Haus des Rundfunks in der Masurenallee hatte den Zweiten Weltkrieg unbeschadet überstanden. Nach der Einnahme Großberlins durch sowjetische Truppen im April 1945 begann die Sowjetische Militäradministration in Deutschland am 13. Mai 1945 von hier aus die Wiederaufnahme eines Hörfunkprogramms. Für seine politische Ausrichtung sorgten Angehörige der KPD/SED.
Nach den Beschlüssen der Potsdamer Konferenz im Juli/August 1945 gehörte das in Charlottenburg befindliche Rundfunk-Gebäude in der nunmehr geteilten Viersektorenstadt Berlin schließlich zum britischen Sektor.
Im inzwischen geteilten Berlin riegelte am 3. Juni 1952 die britische Besatzungsmacht angesichts der Besetzung bzw. Absperrung der West-Berliner Exklaven durch Sowjettruppen und die Volkspolizei das Gebäude ab, woraufhin der Sender in den sowjetischen Sektor umzog.

### Moderner Sende- und Produktionskomplex für die DDR-Radioprogramme
Nach der zwischenzeitlichen Nutzung eines Wassersport-Klubs in Grünau als provisorisches Funkhaus Grünau wurde ab Sommer 1951 ein durch Demontage leerstehendes Gebäude einer früheren Sperrholzfabrik in der Nalepastraße zu einem Funkhaus ausgebaut. Ein Jahr später war der Umbau (Block A genannt) so weit vorangeschritten, dass aus vier Sendestudios und weiteren Aufnahmeräumen sowie dem notwendigen Schaltraum ab 12./13. September 1952 der volle Sendebetrieb für die zentralen Rundfunkprogramme der DDR aufgenommen werden konnte.
Im Sommer 1952 begann auf dem 135.000 m² großen Gelände nahe der Spree im Ortsteil Oberschöneweide der Bau eines kompletten neuen Sendehauses mit Musik-Aufnahmestudios und einem großen Sendesaal. Für den Bau lieferte unter anderem der Architekt Franz Ehrlich die Pläne. Der Neubau erhielt die Bezeichnung Block B, in seinem Foyer wurden auch Marmorplatten aus der Neuen Reichskanzlei verlegt. 1960 begann der Bau von Block E, der insbesondere durch den fünfgeschossigen Skelettbau (E-R) von der Rummelsburger Landstraße weithin sichtbar ist. Das wurde das Große Sendezentrum. Dahinterliegend erstreckt sich ein weit gefächerter Flachbau, Block E-T. Das T steht hier für Technik, denn von diesem Gebäudeteil sendeten nunmehr sämtliche überregionalen Radioprogramme der DDR. Für die Konzeption dieser Aufnahme- und Sendestudios wurden ausgewählte Akustikexperten hinzugezogen und es entstand ein Gebäudekomplex, der für seine Zwecke optimal gebaut wurde. Die Sprecherräume wurden beispielsweise zweischalig gebaut, selbst die Fundamente sind durch 4 1⁄2 cm starke Piathermplatten entkoppelt. Auch der größte Schaltraum Europas befand sich nun hier. Mit Fertigstellung Anfang der 1960er und noch heute gelten die Sendestudios als State of the Art. Später folgten noch etliche Dienstleistungseinrichtungen auf dem Gelände.

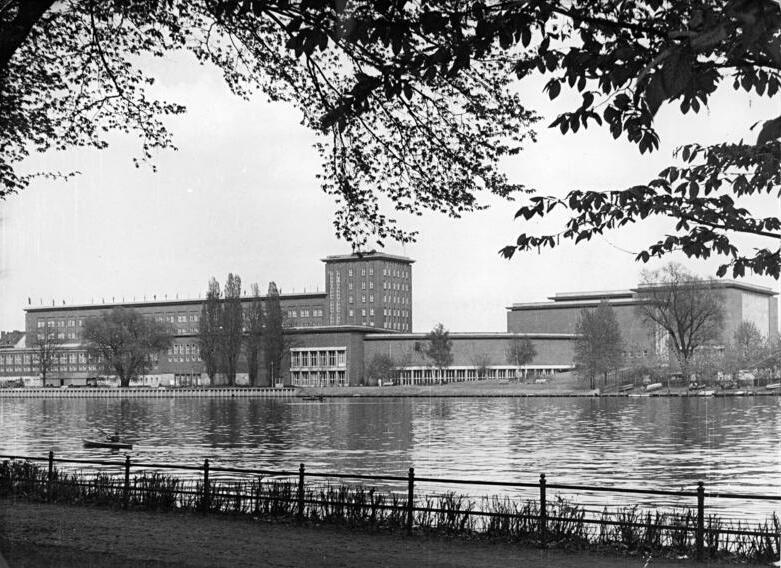
Funkhaus Nalepastraße, 1970

Am 16. Februar 1955 kam es im Block B kurz vor dessen Fertigstellung durch unsachgemäße Baustellenbeleuchtung und Mängel beim Brandschutz zu einem Großbrand, der den Abschluss der Bauarbeiten in diesem Gebäudeteil um ein Jahr verzögerte. Die DDR-Presse unterstellte Brandstiftung durch „Feinde des Friedens“.
Alle überregionalen Radiosender der DDR – beispielsweise der Deutschlandsender, Radio Berlin International, der Berliner Rundfunk, Radio DDR I und Radio DDR II, und später auch Stimme der DDR und DT64 – produzierten und sendeten nun von hier aus. In den verschiedenen Studios und Aufnahmesälen und in dem mit sehr guter Akustik ausgestatteten großen Saal 1 wurden Sendungen produziert, über 6000 Hörspiele aufgenommen und von 320 Musikern und 85 Choristen in vier Orchestern Konzerte bzw. Musikaufnahmen eingespielt. Über 2500 Personen (Journalisten, Redakteure, Orchestermusiker, Chorsänger, Studiotechniker, Mitarbeiter der Versorgungs- und Verwaltungsbereiche) arbeiteten in den 1970er Jahren jeweils dreischichtig in der Nalepastraße und verfügten vor Ort über das Dienstleistungsangebot einer kleinen Stadt. Dazu gehörten auch Service- und Versorgungseinrichtungen wie Kantinen, Veranstaltungsräume, eine Poliklinik, ein Betriebskindergarten, eine Buchhandlung, Lebensmittel-Verkaufsstelle, Eisdiele, Zahnarzt, Friseur, Sparkassenfiliale, Theaterkasse, Turnhalle und eine Sauna – zusammengefasst als Block C. Im Block A befanden sich seit Inbetriebnahme des neuen Funkhauses (Block B) Bibliothek, Schallarchiv, zentrale Musikkartei, das DDR-Rundfunk-Komitee, die Leitung des Hauses und einige kleine Vorproduktions-Studios.
Nach der deutschen Wiedervereinigung wurden die Rundfunkprogramme von der Einrichtung nach Art. 36 Einigungsvertrag bis 31. Dezember 1991 fortgeführt und an diesem Tag um 24 Uhr eingestellt. Die neuen öffentlich-rechtlichen Landesrundfunkanstalten MDR, NDR, ORB und SFB für (Ost-)Berlin begannen um 0 Uhr zu senden.

### Das Funkhaus von 1990 bis 1993
Mit dem endgültigen Auszug der Redaktionen und technischen Dienste zum 31. Dezember 1991 begann eine wechselvolle Geschichte um eine ungewöhnliche Immobilie. Das Haus diente auch noch danach als zeitweiliger Standort einiger Radioprogramme. Der neu gegründete Ostdeutsche Rundfunk Brandenburg (ORB) produzierte hier zunächst die Programme Radio Brandenburg und Rockradio B, bis sie Mitte 1993 in Studios am Sitz in Potsdam-Babelsberg zogen. Das aus einer Kooperation vom Sender Freies Berlin (SFB) und dem ORB hervorgegangene öffentlich-rechtliche Jugendradio Fritz erlebte vom Programmstart im März 1993 bis zum Umzug nach Babelsberg am Jahresende ebenfalls hier seine ersten Stunden. Außerdem produzierte der Berliner Rundfunk 91.4 seit 1. Januar 1992 als Privatsender zunächst weiter im Funkhaus sein Programm. Das Jugendradio DT64, bzw. ab 1. Mai 1993 MDR Sputnik, wurde vom Mitteldeutschen Rundfunk übernommen und bis zum Umzug nach Halle im November 1993 weiterhin hier produziert.
Nach der politischen Wende in der DDR saßen vom 16. Juni 1990 bis zum 31. Dezember 1993 die Redaktionen von DS Kultur im Funkhaus in der Nalepastraße.
Wiederentdeckung eines verloren geglaubten Instruments

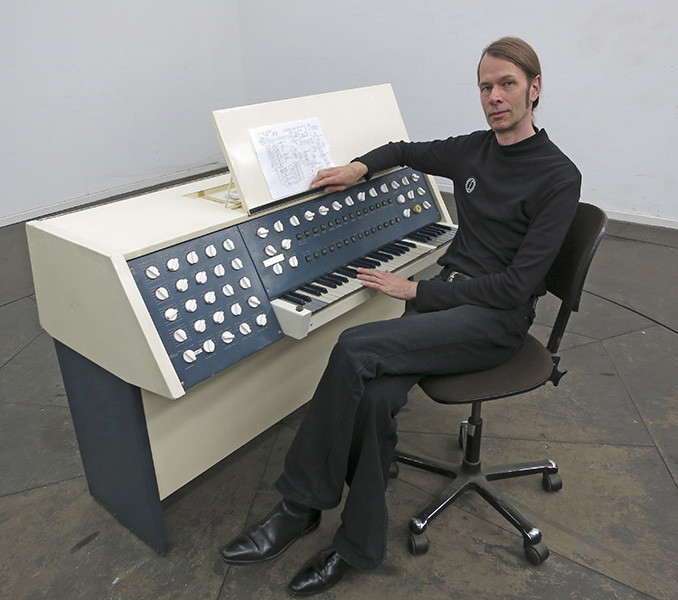
Das Subharchord II/III aus dem Funkhaus mit dem Entdecker M. Miersch

In der Abstellkammer eines Tonstudios des Funkhauses gelang dem Klangkünstler und Musikhistoriker Manfred Miersch nach längerer Recherche im April 2003 die Auffindung eines der verschollen geglaubten elektronischen Instrumente mit dem Namen Subharchord. Das Subharchord wurde in dem 1956 von Gerhard Steinke gegründeten Studio für elektronische Grenzgebiete und in den 1960er Jahren von Ernst Schreiber entwickelt und in mehreren Variationen gebaut. Es war eine Parallelentwicklung zu den modularen Synthesizern in den USA Mitte der 1960er Jahre – war jedoch in Technik und Klangerzeugung prinzipiell anders angelegt. Das Subharchord fiel durch die generelle Ablehnung experimenteller Musik durch die DDR-Kulturpolitik 1970 „in Ungnade“. Das bedeutete auch das Ende für das seit den 1960er Jahren im Funkhaus angesiedelte Studio für Elektronische Klangerzeugung. Die Entwicklung war gestoppt und auch das Instrument geriet in Vergessenheit. Heute befindet sich das Funkhaus-Exemplar vollständig renoviert und bespielbar im Technikmuseum Berlin.

### Neue Nutzung vom Block E: Wohnen und Kultur
Das ehemalige große Sendezentrum wird nach den Planungen des Betreibers ab dem Jahr 2025 unter dem Projektnamen Funkytown aufgewertet zu einem Komplex für Kunst, Bildung, Kultur, Gastronomie, soziale Einrichtungen und Wohnen. Zusätzlich zu dem zuletzt vom Jugendsender DT64 genutzten Gebäude werden sieben weitere Häuser (Stations) errichtet. Die Bauplanungen hat das Büro KDSP Engel übernommen, das mit Julian Breinersdorfer Architekten, Graft Gesellschaft von Architekten, Grüntuch Ernst Architekten, Hillig Architekten, LAVA, LXSY sowie Tschoban Voss Architekten eng zusammenarbeitet. Es soll nachhaltige und funktionale Architektur entstehen. Die Vermietung hat bereits begonnen (Stand Ende Februar 2025) und  führte dazu, dass drei Gebäude Beherbergungseinrichtungen bieten werden: die Leonardo Hotels werden ein Hotel mit 225 Zimmern unter dem Namen NYX eröffnen, The Base Berlin plant 157 Wohneinheiten mit Gemeinschaftsflächen und Nena Hospitality sieht eine Unterkunft für Jugendliche mit 588 Betten vor. Zur Verbesserung der verkehrlichen Anbindung wird ein privater Shuttle-Bus für alle Mieter in Funkytown eingerichtet, der Verbindungen zum Bahnhof Berlin Ostkreuz und zum Ostbahnhof bereitstellt. Langfristig gibt es bereits ein kommunales Entwicklungsprojekt, an dem der Senat von Berlin sowie die Bezirke Lichtenberg und Treptow-Köpenick beteiligt sind. Das zielt auf die Aufwertung der Uferflächen zwischen Rummelsburger See und Oberschöneweide und soll den neuen Standort anziehend machen.

## Architektur

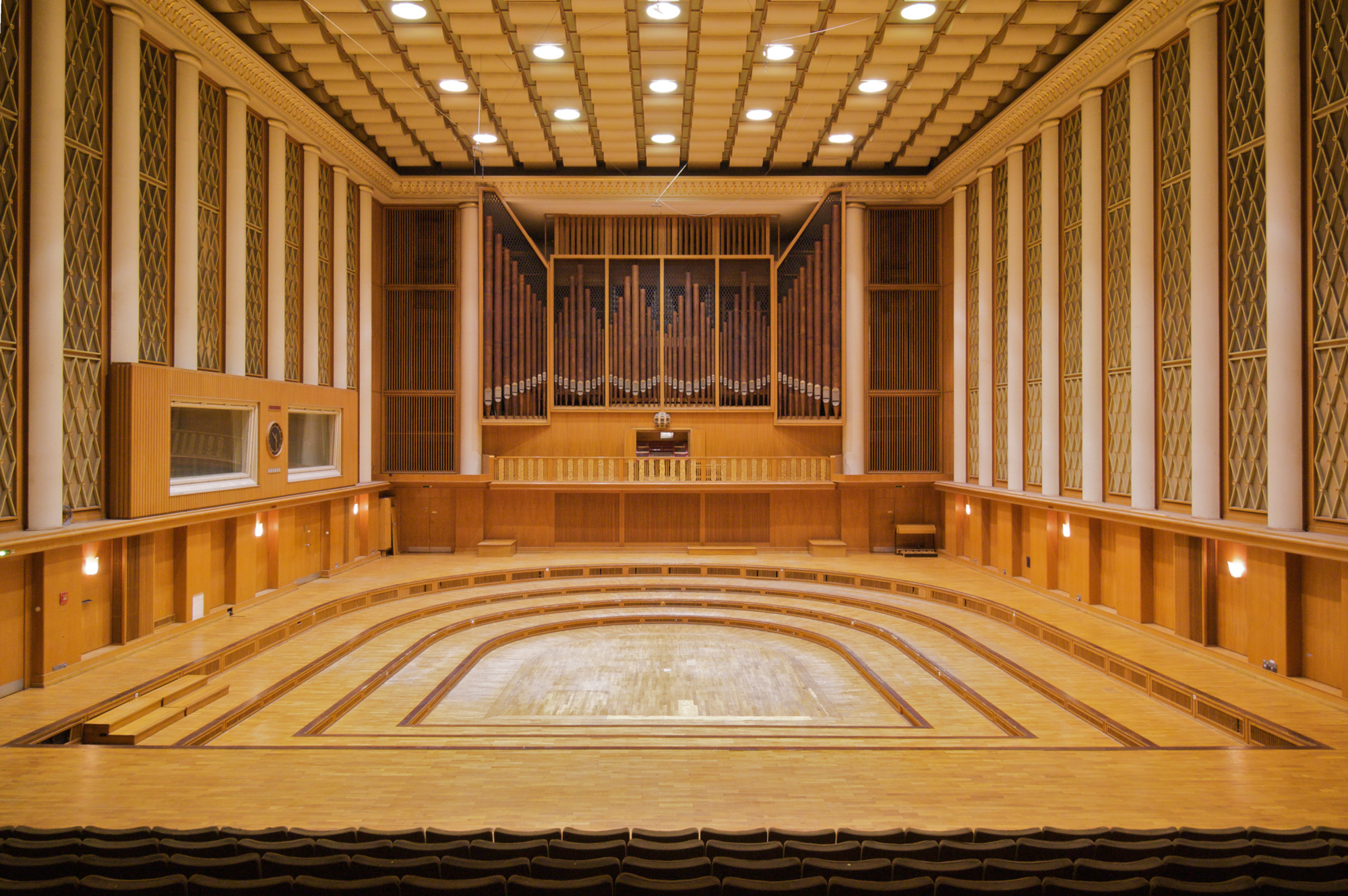
Blick auf die Bühne des Großen Aufnahmesaals 1, im Hintergrund die Orgel

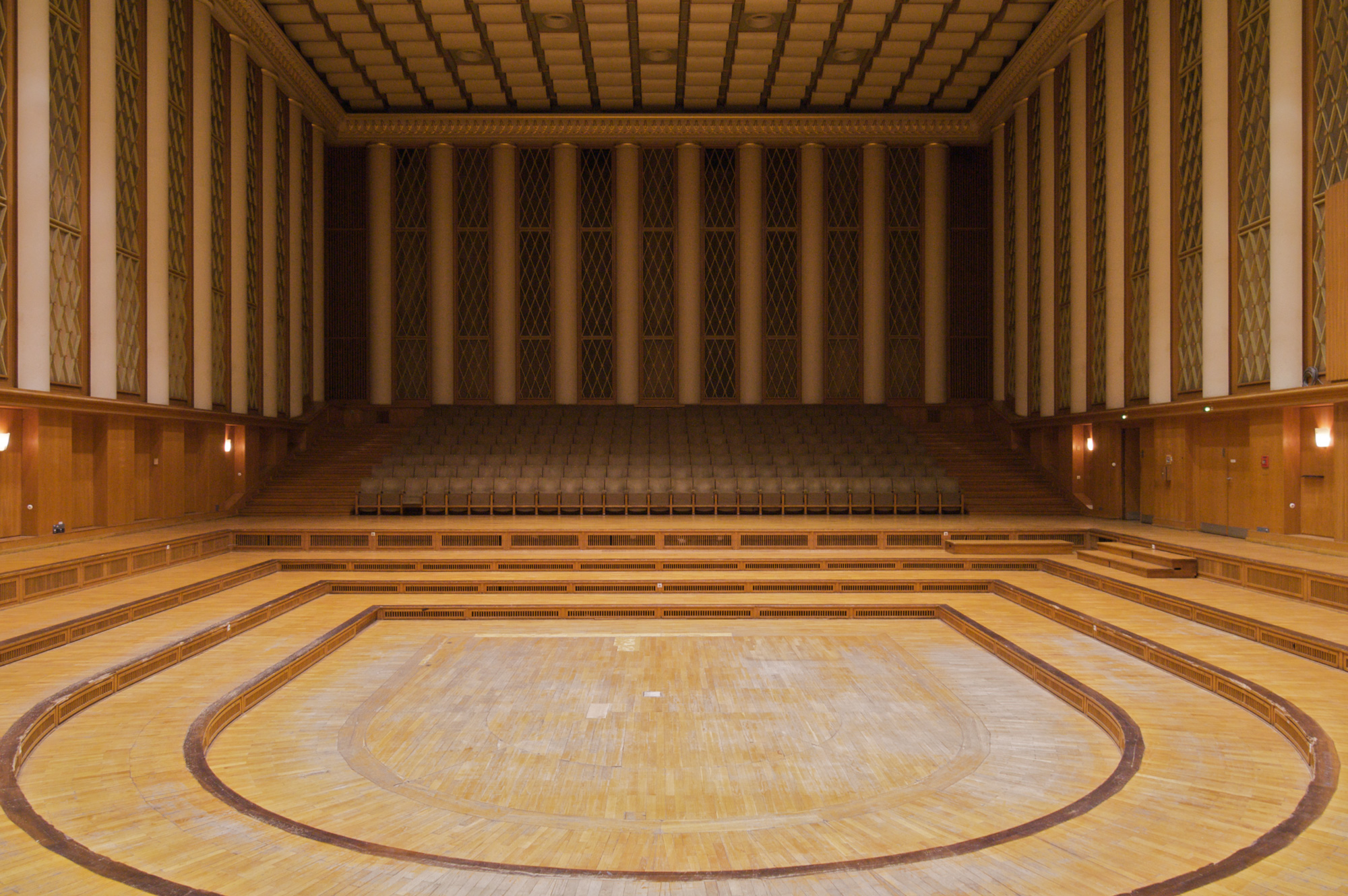
Blick in den Zuschauerraum des Großen Aufnahmesaals 1

Entsprechend der Nutzung wurde der denkmalgeschützte Teil des Funkhauses in vier funktional getrennte Gebäudeteile untergliedert, die durch brückenartige, säulengetragene Übergänge miteinander verbunden sind. Im monumentalen Hauptgebäude mit dem dominanten, neungeschossigen Turmhaus entstanden zahlreiche Büros für die Redakteure und die Verwaltung sowie Aufnahmestudios für Radiosendungen. Das bogenförmige Studiogebäude wurde für eine einzigartige Akustik nach dem Haus-in-Haus-Prinzip gebaut und umfasst mehrere Aufnahme- und Hörspielstudios sowie den Großen Aufnahmesaal 1. Ehrlich baute zusätzlich ein großes Mehrzweckgebäude mit einer Kantine und einem zweigeschossigen Veranstaltungssaal sowie eine große Halle mit Sheddach, das eine optimale Ausleuchtung mit Tageslicht ermöglichte. Gemeinsam mit dem Werksgarten steht das Gebäudeensemble seit dem Beginn des 21. Jahrhunderts unter Denkmalschutz.
Der Betonskelettbau der ehemaligen Furnierfabrik erhielt eine neue Fassade aus rotem Klinkermauerwerk, die Franz Ehrlich durch Lisenen aus Sandstein vertikal gliederte. Diese haben keine konstruktive Funktion, verleihen dem Gebäude aber einen klaren und monumentalen Charakter, der durch den elegant schwebenden Dachabschluss eine gewisse Leichtigkeit erfährt.
Ungewöhnlich sind der Grundriss und die Bauweise des benachbarten Studiogebäudes, das aus einem äußeren Haus und acht inneren Häusern besteht. Der Architekt entwarf einen fensterlosen Kopfbau, dessen Eckmassive einen Mittelbau ebenfalls ohne Fenster umrahmen, der wiederum durch vorgelagerte Lisenen vertikal strukturiert ist. Dahinter verbirgt sich der für seine Akustik weltweit bekannte Große Aufnahmesaal 1. Die angegliederten Studios sind in einem viertelkreisförmigen Bogen zusammengefasst und mit einem durchdachten Erschließungssystem ausgestattet. Der äußere verglaste und lichtdurchflutete Bogengang mit den großen Stahlfenstern ist eine Reminiszenz Ehrlichs an das Bauhaus und diente als Foyer und Aufenthaltsraum. Der kleinere, innere Bogengang erschloss die technischen Räume. Die Studios selbst haben einen trapezförmigen Grundriss und separate Fundamente, um Schallübertragungen zu vermeiden, sowie angegliederte Regie- und Aufenthaltsräume.
Bereits Ende April 1951 hatte Franz Ehrlich seinen fünfköpfigen Mitarbeiterstab zu einer Arbeitsklausur in Hullerbusch bei Feldberg versammelt. Von Anbeginn arbeitete Franz Ehrlich eng mit dem Rundfunktechniker und späteren Chefingenieur Gerhard Probst zusammen. Außerdem gehörten zu dieser Planungsgruppe der Bauingenieur Karl Metz, die Architektin Inge Poetsch, der Architekt Schwenke sowie der Ingenieur Horst von Papen. Die Innenausstattung erfolgte unter maßgeblicher Beteiligung der renommierten Deutschen Werkstätten Hellerau in Dresden. Trotz Zeitdruckes und beschränkter finanzieller Mittel ist den Erbauern ein akustisch perfektes Gebäude gelungen, das auch noch immer Musiker und Orchester aus der ganzen Welt zu Studioaufnahmen in die Nalepastraße zieht. Das Studiogebäude gilt als der größte zusammenhängende Studiokomplex der Welt.
Ungeachtet der Größe der Gebäude verzichtete der Architekt bewusst auf repräsentative Zufahrten oder Eingänge zu den Gebäuden. Diese Abschottung gegen das Umfeld war ein Kompositionsprinzip und sollte die Konzentration auf die Arbeit versinnbildlichen. Tritt ein Besucher jedoch durch die zum Teil fast versteckt liegenden Eingänge in die Gebäude, eröffnen sich ihm großzügige Foyers mit Freitreppen und repräsentative Eingangshallen mit Säulen. Im Studiogebäude ließ Franz Ehrlich den Schaft der Säulen schwarz verputzen und den Echinus, die Verbindung zwischen dem Säulenschaft und der Decke, rot bzw. silbern absetzen. Für die Fußböden verwendete er Saalburger Marmor, einen in den 1930er Jahren populären, farbigen Kalkstein aus Thüringen, der zum Teil aus der zerstörten Reichskanzlei stammt.

## Ausstattung und Nutzung

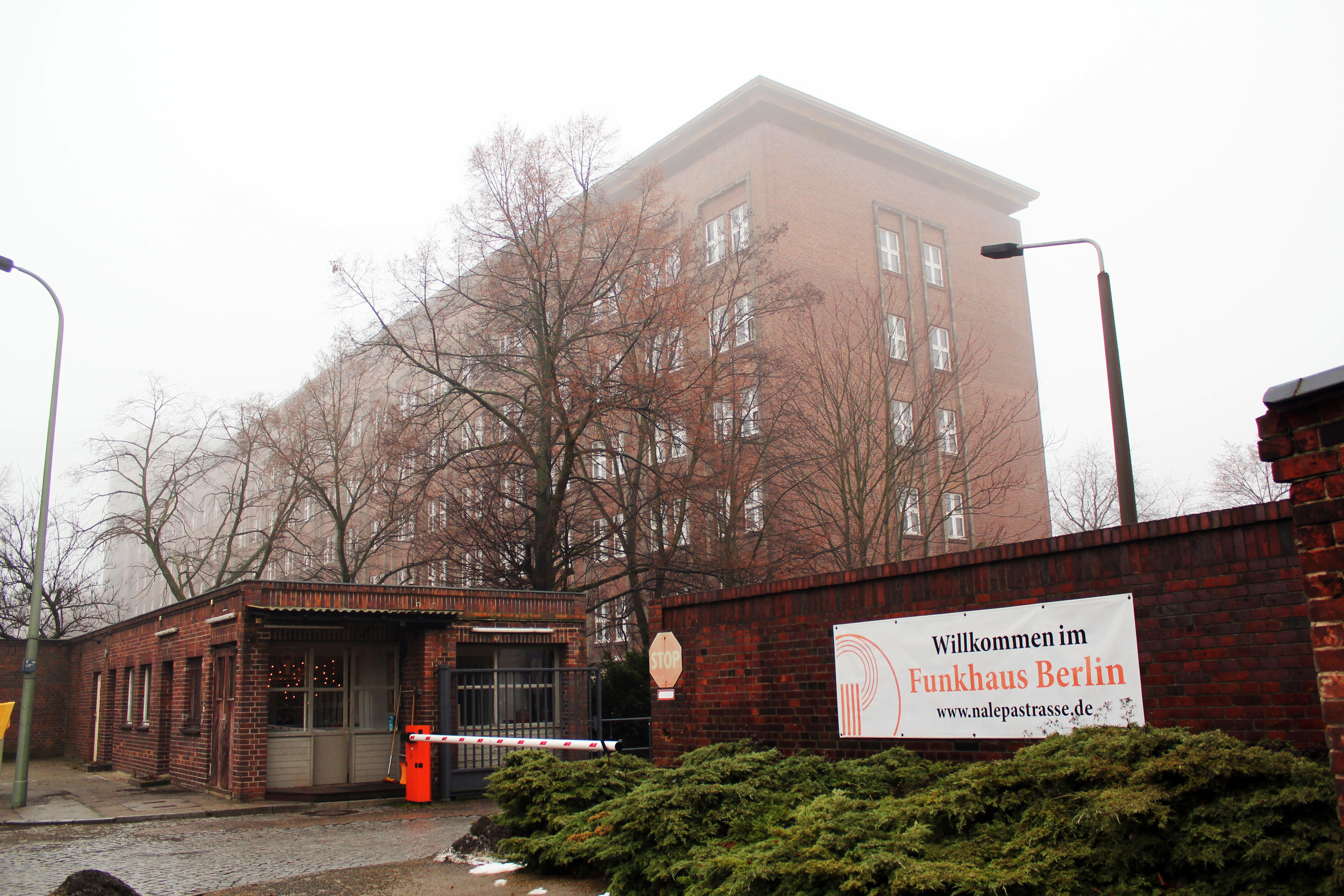
Funkhaus Nalepastraße

### Tonstudios
Die Studioräume des Funkhauses Berlin faszinieren mit Klangqualität, differenzierten Nachhallzeiten und ästhetischer Innenarchitektur. In den Tonstudios spielten A-ha, Sting und die Black Eyed Peas ihre Alben ein. Im Großen Aufnahmesaal 1 nahmen nach der politischen Wende auch Daniel Barenboim und Kent Nagano Sinfonien und Opern auf, große Musiklabels wie Universal, BMG, Sony, EMI und die Teldec nutzen die Studios regelmäßig für Musikproduktionen aller Stilrichtungen. Größter Mieter war von 1993 bis 2007 das Deutsche Filmorchester Babelsberg. Die Konstruktion und der akustisch perfekte Ausbau des Studiogebäudes durch den Architekten Franz Ehrlich, den Chefingenieur Gerhard Probst und den Akustiker Lothar Keibs sind nach wie vor eine ingenieurtechnische Meisterleistung.
Am 17. März 2017 fand im Großen Aufnahmesaal der Release des Depeche-Mode-Albums Spirit statt. Auch die Band Kaufmann Frust produziert hier.
Die gesamten Studiogebäude wurden als Haus-in-Haus-Konstruktion erbaut, das heißt, alle Studios haben separate Fundamente, wurden durch Hallräume und Dehnungsfugen voneinander getrennt und komplett über- und umbaut, sodass die Aufnahmen frei von äußeren Einflüssen erfolgen. Wandverkleidungen, Decken und Fußbodenbeläge sind so gewählt, dass bestimmte Frequenzen herausgefiltert bzw. absorbiert werden. In einzelnen Studios besteht die Wandgestaltung aus vertikal drehbaren, dreieckigen Prismen, deren Flächen mit unterschiedlichen Materialien belegt sind, die entsprechend der gewünschten Akustik ausgewählt werden können.

### Großer Aufnahmesaal

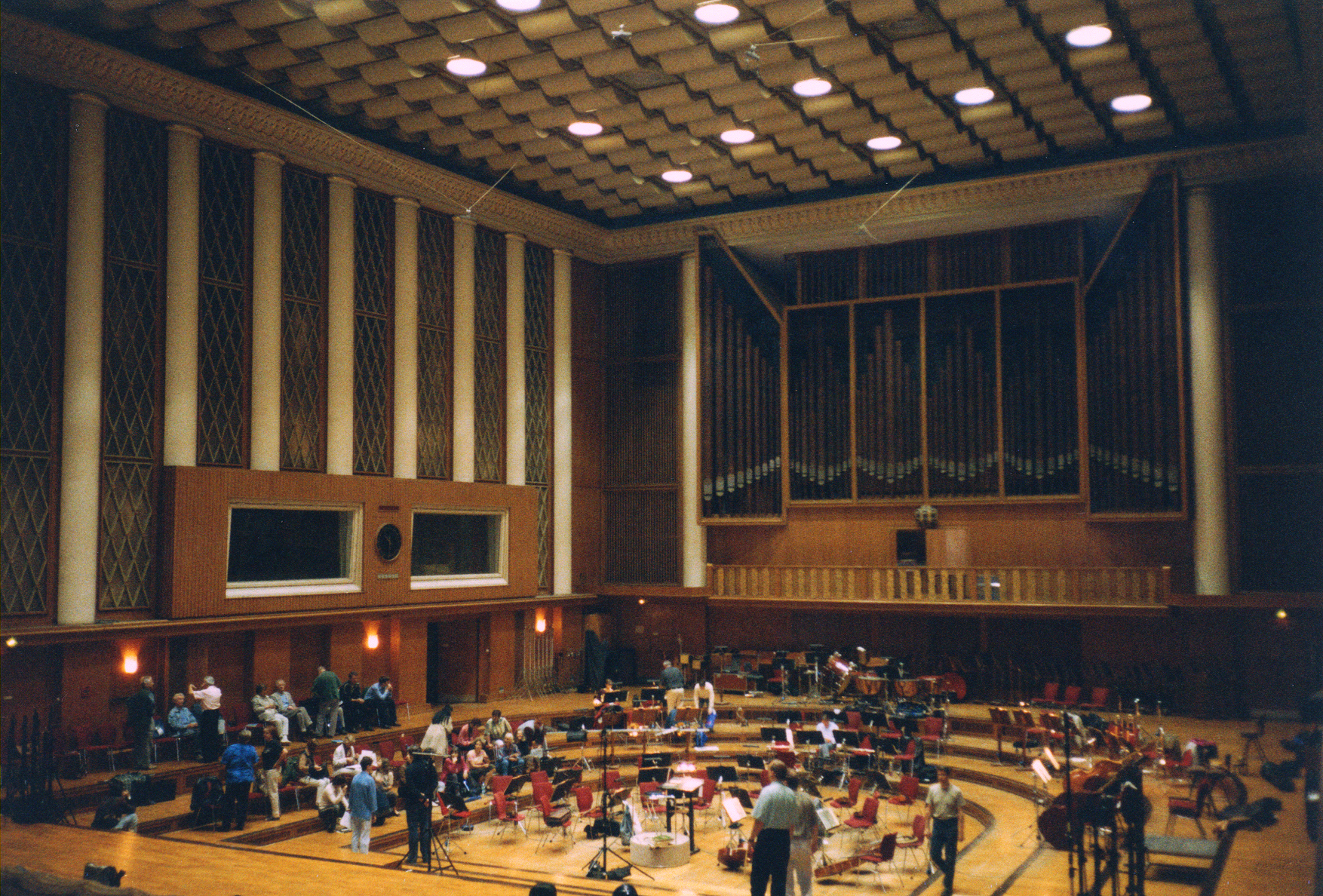
Großer Aufnahmesaal des Rundfunkgebäudes in der Berliner Nalepastraße, August 2003

International bekannt ist der Große Aufnahmesaal 1 im Kopfbau des bogenförmigen Gebäudes. Daniel Barenboim hat dort mit der Staatskapelle Berlin zahlreiche Konzerte aufnehmen lassen und rühmt den Saal für seine Akustik: „Ich betrachte den Saal als eines der besten Aufnahmestudios weltweit […] Darüber hinaus gibt er auch den Musikern die Möglichkeit, sich selbst sehr gut zu hören und den Klang entsprechend farbenreich zu gestalten.“
Der Große Aufnahmesaal 1 hat eine trapezförmige Grundfläche von rund 900 m² und die Höhe von 14 Metern mit einem Raumvolumen von ca. 12.000 Kubikmetern. Er verfügt über 250 Sitzplätze und eine große Konzertorgel. Die 1957 von der Firma Sauer aus Frankfurt (Oder) erbaute Orgel hat 78 Register auf vier Manualen und ist seit Ende der 1980er Jahre unspielbar und teilweise entkernt. Das Orchester sitzt in einer stufenförmigen Vertiefung, der Wanne, frei im Raum, wodurch den Instrumentalisten eine gute akustische Selbstkontrolle ermöglicht wird. Sowohl die Deckenverkleidung aus Sperrholzkörpern als auch die Halbsäulen, die Stuckelemente und die Verkleidungen an den Wänden, dienen durch den Einsatz verschiedener Materialien der Absorption unterschiedlicher Frequenzen.

### Regie- und Abhörräume
Die mit moderner Digital- und Surround-Sound-Aufnahmetechnik ausgestatteten ursprünglich getrennten Regie- und Abhörräume befinden sich in der ersten Etage an der Längsseite des Saales und erlauben jeweils über große Studiofenster mit Dreifach-Verglasung einen Blick in den Aufnahmesaal. Hier erfolgt insbesondere die Einspielung hochkarätiger Klassik- und großer Filmmusikproduktionen. Klangvolle Namen wie Cecilia Bartoli, Jerry Goldsmith oder Roman Polański belegen die guten Aufnahmebedingungen im Funkhaus Berlin.

### Block A
In diesem Gebäude ist in der fünften Etage ein holzgetäfelter Sitzungsraum aus der DDR-Zeit erhalten, der dem Rundfunkkomitee diente. Dieser historische Raum soll zusammen mit dem ehemaligen Vorsitzenden-Büro und den Originalausstattungen wie blaue Polstersessel, Propagandaplakate oder SED-Politiker-Bilder zu musealen Zwecken erhalten bleiben.

### Als Drehort für Spielfilme
Der 1983 begonnene sechsteilige DDR-Fernsehfilm Einzug ins Paradies, der aus Zensurgründen erst 1987 urgesendet wurde, enthält einen Erzählstrang zu einem Hörbildregisseur namens Karl Taube, dargestellt von Eberhard Esche.  Die Szenen aus dessen Berufsleben (im Teil 1 und 4 des Sechsteilers) wurden in den Regie- und Studioräumen des Hörspielkomplexes sowie im Erdgeschossfoyer des Block B gedreht.
Nach 1991 wurden Außengelände und Innenarchitektur des Funkhauses wiederholt als Drehort für Spielfilme angemietet. Unter diesen Filmen befinden sich Titel wie Polizeiruf 110: Verloren, Das Leben der Anderen (Antransport in die MfS-Untersuchungshaftanstalt Hohenschönhausen im Wirtschaftshof der Kantine), die Anwaltsserie Edel & Starck, Weissensee, Schicksalsjahre, Eine wie diese, Unsichtbare Jahre, Steven Spielsbergs Bridge of Spies – Der Unterhändler (Umstellungsszene durch Ost-Berliner Straßenbande im Wirtschaftshof,  Frühstücks-Restaurant des West-Berliner Hilton-Hotels im Foyer Block B, Büro des Generalstaatsanwalts im Raum 505 von Block A und Korridor der Generalstaatsanwaltschaft in einem Flur der Obergeschosse von Block A),  Deutschland 83 / Deutschland 86 / Deutschland 89, Vorwärts immer!, Ballon (Szenen an der Rezeption des Hotel Stadt Berlin im Foyer von Block B), Ku’damm 59,  Traumfabrik sowie Tatort: Nichts als die Wahrheit u. a.

## Eigentümer

### Von 1993 bis Juni 2006
Mit dem Einigungsvertrag 1990 wurden die fünf neuen Bundesländer und das Land Berlin Eigentümer der gesamten Immobilie. Intensiv suchten sie eine neue Nutzung und einen neuen Eigentümer. Am 3. November 2005 erwarb das Jessener Baumaschinenunternehmen Bau und Praktik GmbH Gebäude und Flächen. Die Vermarktung erfolgte durch die Liegenschaftsgesellschaft des Landes Sachsen-Anhalt, Limsa. Berlin widersprach dem Verkauf als einziges Land, konnte das Geschäft aber nicht verhindern, da sein Anteil nur 8,5 % betrug. Die Firma zahlte 350.000 Euro für das Spree-Areal, dessen Verkehrswert auf 30 Millionen Euro geschätzt wurde. In ihrem Auftrag verwaltete und projektierte das Unternehmen Go East Invest SE die Immobilie. Bei der öffentlichen Sitzung des Wirtschaftsausschusses der Bezirksverordnetenversammlung Treptow-Köpenick am 11. Januar 2006 stellte Wolf D. Hartmann, Vorstand der Go East Invest SE, seine Pläne und Visionen vor. Doch konkrete Aussagen über Investitionen und über die weitere Entwicklung wurden nicht bekannt.
Die Bau und Praktik GmbH ließ am 23. Dezember 2005 einem Großteil der Mieter eine Änderungskündigung zukommen. Eine Vollmacht hierfür konnte sie den Mietern nicht vorlegen, dagegen sollten diese Mieter einen neuen Mietvertrag abschließen, der nur die Betriebs- und Nebenkosten umfassen sollte. Die konkrete Höhe wurde nicht genannt. Zudem war unklar, ob die (Gewerbe-)Mieter auch die Leerstands-, Verwaltungs- und Instandsetzungskosten zu tragen hätten. All diese Fragen konnte Hartmann in der Ausschusssitzung am 11. Januar 2006 nicht beantworten.
Weiter wurde berichtet, dass die Bau und Praktik GmbH bereits drei Wochen nach dem Kauf den denkmalgeschützten Bestand an die Nalepa Projekt GmbH i. G., einziger Gesellschafter Andreas de Neve alias Walther, weiter veräußert habe. Die sechs ostdeutschen Länder – als Verkäufer – prüften einen Rücktritt zum Kaufvertrag. Am 4. Mai 2006 wurde die Nalepa Projekt GmbH in das Handelsregister des Amtsgerichtes Charlottenburg eingetragen.
Am 15. Juli 2006 wurde der denkmalgeschützte Teil des Geländes mit 4,3 Hektar Fläche auf einer Auktion für 4,75 Millionen Euro an einen Charlottenburger Schönheitschirurgen weiterverkauft. Am 17. Juli 2006 zog Auktionator Mark Karhausen den Zuschlag zurück, da der Charlottenburger Arzt „absolut abgetaucht“ war.
Die Berliner Finanzverwaltung prüfte daraufhin, ob der ursprüngliche Kaufvertrag aus dem Jahr 2005 rückgängig gemacht werden könne, da „Geschäfte mit Grundstücken, die für mehr als 100 Prozent weiterveräußert werden, als sittenwidrig gelten.“ Im erstellten Gutachten wurde dies aber für schwierig gehalten. Im August 2006 entließ das Ministerium der Finanzen des Landes Sachsen-Anhalt unter der Leitung von Finanzminister Jens Bullerjahn Hans-Erich Gerst, den Chef des Landesbetriebs Liegenschafts- und Immobilienmanagement Sachsen-Anhalt (LIMSA), fristlos und erstattete Strafanzeige „gegen Unbekannt wegen des Verdachts der Untreue und des Betrugs“. Der Landesrechnungshof Sachsen-Anhalt beurteilte den Verkauf in einem Prüfbericht als „im höchsten Maße unprofessionell, kritikwürdig, unpräzise, leichtfertig“.
Ferner mussten Berlin und die neuen Länder vermutlich mehr als 500.000 Euro infolge einer Betriebskostenrechnung nach dem Verkauf aus Steuermitteln aufbringen. Der Käufer, die Bau und Praktik GmbH, hatte weder Strom noch Heizung bezahlt. Die Unternehmensanteile wurden schnell weiterverkauft und der Sitz des Unternehmens von Jessen nach Berlin verlegt. Dem früheren Geschäftsführer der Bau und Praktik, Frank Thiele, wurde Betrug und Untreue zum Nachteil der neuen Länder und Berlins vorgeworfen. In späteren Gerichtsverhandlungen wurde deutlich, dass mit dem Kauf Betrugsabsichten verbunden waren. Der Geschäftsführer wurde zu neun Monaten Haft verurteilt.

### Von Juli 2006 bis 2014
Nach dem durch die Bau und Praktik GmbH entstandenen Desaster und nach Rückabwicklung ihres Kaufvertrages versteigerten die früheren Besitzer am 19. Juli 2006 die Immobilie für 3,9 Millionen Euro an die Keshet Geschäftsführungs GmbH & Co. Rundfunk-Zentrum Berlin KG, an deren Spitze ein israelischer Investor stand. Der neue Eigentümer wurde ebenso wie der vorherige Eigentümer verpflichtet, auf dem Gelände eine „kulturwirtschaftliche Nutzung“ aufrechtzuerhalten.
Die Keshet Geschäftsführungs GmbH & Co. Rundfunk-Zentrum Berlin KG beabsichtigte, das Gebäudeensemble denkmalgerecht in seiner Substanz zu erhalten und durch neue Nutzungsoptionen Vergangenheit, Gegenwart und Zukunft miteinander zu verknüpfen. Das Funkhaus Berlin sollte weitgehend als Standort der Medienwirtschaft und Geschäftswelt erhalten bleiben und Anlaufpunkt für Menschen werden, die sich professionell oder privat mit Medien und Musik und den angeschlossenen Wirtschaftszweigen beschäftigen. Erste Sanierungen fanden statt und ein Café (Milchbar) wurde im traditionellen Stil im Block C wiedereröffnet.
Unter dem Schlagwort Freiraum für ihre Ideen vermietete die Keshet GmbH & Co. seit dem Winter 2011/2012 vor allem die Räume des Blocks A als Studios und Ateliers an zumeist junge Künstler aus dem In- und Ausland, auch an Musikschulen, verschiedene Firmen und Tonstudios (z. B.Audio Sound Arts Studio, Hörspiel 2, Studio P4 und Tricone Studios). Durch die Vernissagen und Veranstaltungen (Salon) des irischen Galeristen John Power, der seine Galerie G11 dort vorübergehend eingerichtet hatte, fanden sich die Künstler auch zunehmend zu einer Gemeinschaft zusammen und organisierten im November 2012 die ersten eigenen Open Studios: Die Ateliers standen an einem Wochenende für Besucher offen. Es gab Auftritte von Musikern und Performance-Künstlern sowie ein kleines Kino, einen improvisierten Kunstmarkt und die großen Flure im dritten und vierten Geschoss wurden zur Gemälde- und Fotogalerie umgestaltet.

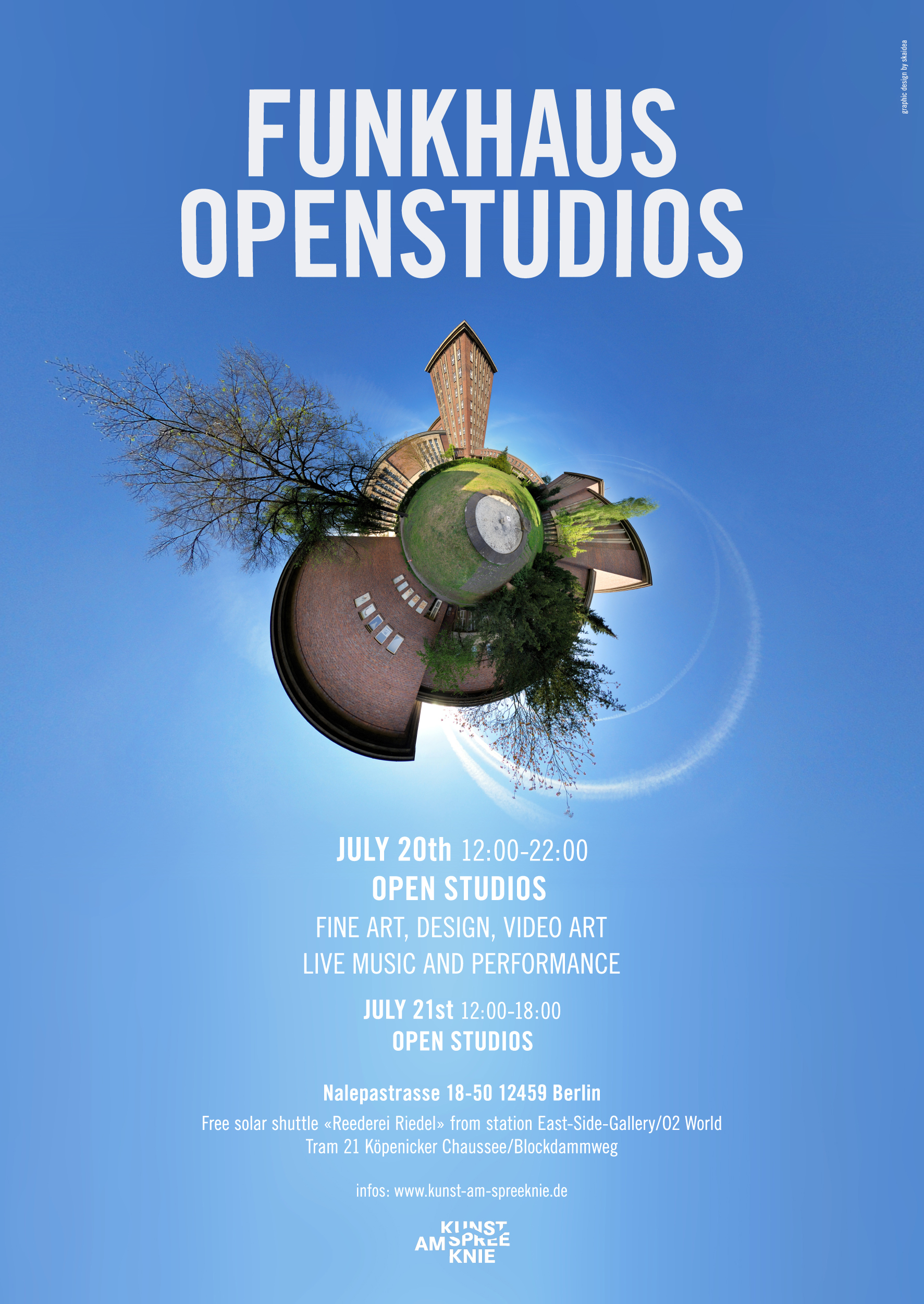
Plakat zu den Open Studios 2013

Im Zusammenhang mit der Veranstaltung Kunst am Spreeknie in Oberschöneweide fanden im Juli 2013 die zweiten Open Studios statt, die bereits eine größere Öffentlichkeit erreichten und von zahlreichen Bewohnern der Umgebung des Funkhauses und ehemalig dort Beschäftigten besucht wurden. Im Veranstaltungsraum (seit September 2013: Lighthouse) traten mehrere Bands auf und es gab wiederum ein Kino. Ein Videoclip veranschaulichte die Veranstaltung. Viele der heutigen und ehemaligen Künstler im Funkhaus sind miteinander vernetzt. Auch 2014 fanden die Open Studios statt.

### Interimseigentümer im Mai 2015
Nicht alle Pläne der Keshet-GmbH wurden in neun Jahren umgesetzt, sodass diese das gesamte Ensemble ab Ende 2014 weltweit wieder zum Kauf anbot. Neuer Eigentümer wurde im Mai 2015 die am 10. Februar 2015 im Handelsregister eingetragene Firma Objekt Funkhaus Berlin Immobilien GmbH mit dem Geschäftsführer Timo Scholz.

### Seit Juni 2015
Eine Berliner Tageszeitung berichtete im Juli 2015, dass die denkmalgeschützten Einrichtungen des Funkhauses Nalepastraße nunmehr einem Konsortium um die Privatunternehmer Uwe Fabich und Holger Jakisch gehören, die bereits Eigentümer und Betreiber des Postbahnhofs, der Erdmann-Höfe und des Wasserturms am Ostkreuz sind. Sie erwarben die Immobilie für zwölf Millionen Euro und beabsichtigen hier „eines der größten Musikstudios der Welt“ aufzubauen. Bereits im Juni wurde das Dach der historischen Fuhrparkhalle repariert, wobei dort angesiedelte Kfz-Werkstätten ausziehen mussten. Fabich will die 4000 Quadratmeter große Halle zu einem Veranstaltungsort ausbauen, in dem Konzerte, Märkte oder Messen stattfinden können. Auch der Einbau gläserner Studios ist angedacht. Im Block A sollen die bereits etablierten Musiker, Fotografen, Maler, Multimedialeute, Konzertveranstalter, Verlage und Designer verbleiben können. Fabich steht mit weiteren Mietern wie Native Instruments in Verhandlungen. Um neuen Mietern die Ansiedlung zu erleichtern, soll ein Schiffsshuttle vom Berliner Stadtzentrum zum Funkhaus etabliert werden. Der alte Kultursaal wird für Rockkonzerte vermarktet, im Foyer des Blocks B sollen Kunstausstellungen stattfinden.
Die ursprünglichen Radiostudios der DDR, in Block E–T, befinden sich im Eigentum der Nalepaland OHG. Jene plant einen Campus mit ausgewogenem Nutzungsmix aus Büros, Studios, Kunsthandwerk etc.

## Audio
- Ein Besuch im Funkhaus Nalepastraße - Zwischen Vorgestern und Übermorgen, von Jörg Degenhardt und Frank Ulbricht, Deutschlandfunk Kultur 7. November 2021, Audio-Version